# Michipicoten River
Michipicoten River är ett vattendrag i Kanada.   Det ligger i provinsen Ontario, i den sydöstra delen av landet, 700 km väster om huvudstaden Ottawa.
I omgivningarna runt Michipicoten River växer i huvudsak blandskog. Runt Michipicoten River är det mycket glesbefolkat, med 7 invånare per kvadratkilometer.